# داريو ألبرتو غيجنا
داريو ألبرتو غيجنا (بالإسبانية: Darío Alberto Gigena)‏ هو لاعب كرة قدم أرجنتيني في مركز الهجوم، ولد في 21 يناير 1978 في Arroyito, Córdoba ‏ في الأرجنتين. لعب مع أونس كالداس وإيفرتون دي فينا ديل مار وتاليريس كوردوبا وديبورتيفو بيريرا وديبورتيفو لارا ورايو فايكانو ونادي أتليتيكو بيلغرانو ونادي أتليتيكو كولون ونادي ألماجرو ونادي بورتوفيخو ونادي بونتي بريتا ونادي فورتاليزا ونادي يونيفرسيتاريو ونويفا شيكاجو وهوراكان ويونيون دي سانتا في.

## وصلات خارجية
- داريو ألبرتو غيجنا على موقع قاعدة بيانات كرة القدم.إي يو (الإنجليزية)
- داريو ألبرتو غيجنا على موقع Soccerway.com (الإنجليزية)